# 우젠젠나미역
우젠젠나미역(일본어: 羽前前波駅)은 일본 야마가타현 신조시에 위치한 동일본 여객철도 리쿠우사이 선의 철도역이다. 단선 승강장 1면 1선의 구조를 갖춘 지상역이다.

## 이용 현황
| 승차 인원 추이 | 승차 인원 추이 |
| 연도           | 1일 평균       |
| -------------- | -------------- |
| 2000           | 19             |
| 2001           | 23             |
| 2002           | 26             |
| 2003           | 18             |
| 2004           | 13             |

## 역 주변
- 대부분이 밭이며, 주택 등 주거 시설은 없다.

## 역사
- 1966년 9월 1일 : 개업. 공업 단지의 가장 가까운 역으로서 개설됨.
- 1987년 4월 1일 : 일본국유철도 분할 민영화에 의해, 동일본 여객철도가 승계.

## 인접 역
| 동일본 여객철도 리쿠우사이 선 | 동일본 여객철도 리쿠우사이 선 | 동일본 여객철도 리쿠우사이 선 |
| ----------------------------- | ----------------------------- | ----------------------------- |
| 마스카타 신조 방면            | ■ 리쿠우사이 선               | 쓰야 아마루메 · 사카타 방면   |